# St. Jakobus (Lunzenau)

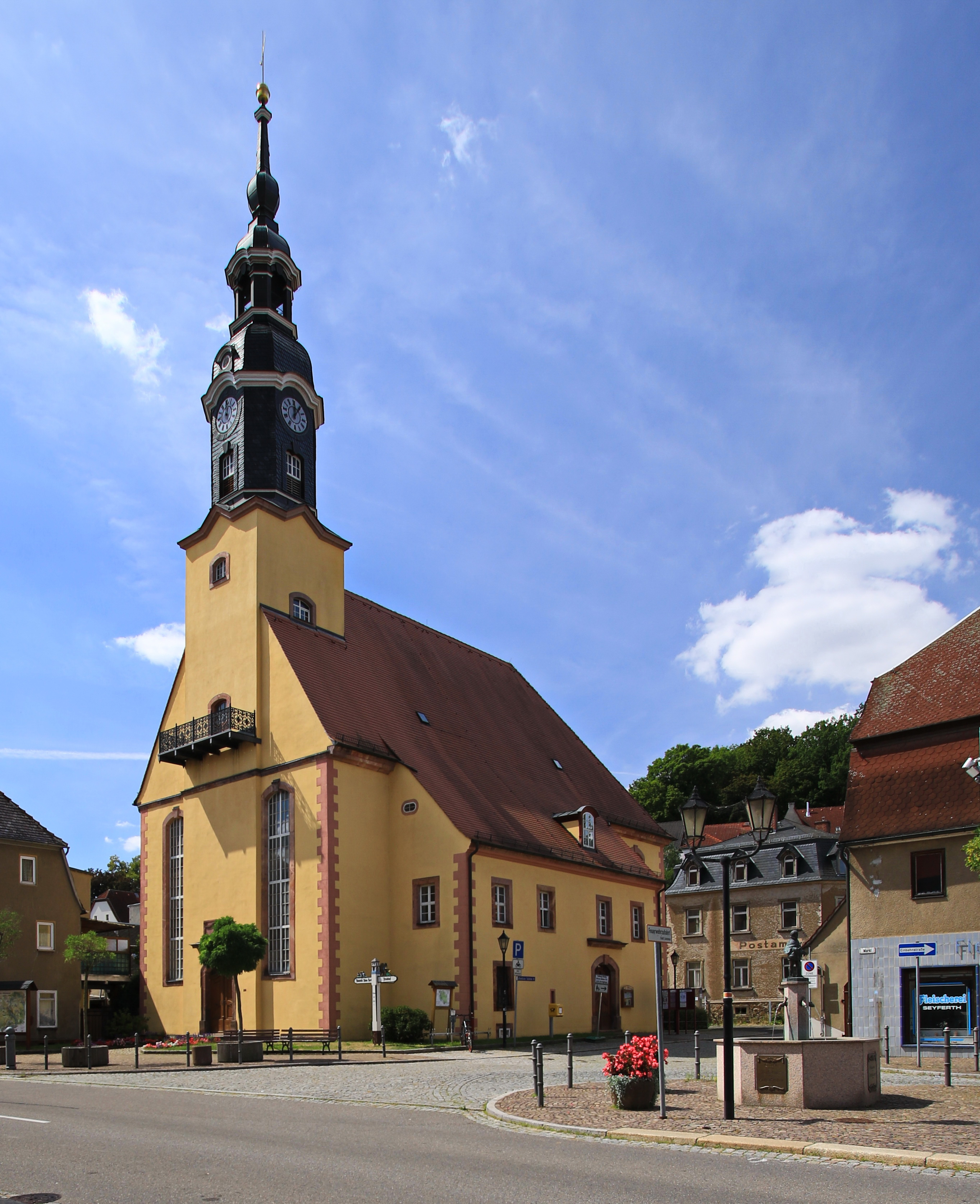
Kirche St. Jakobus zu Lunzenau (2020)

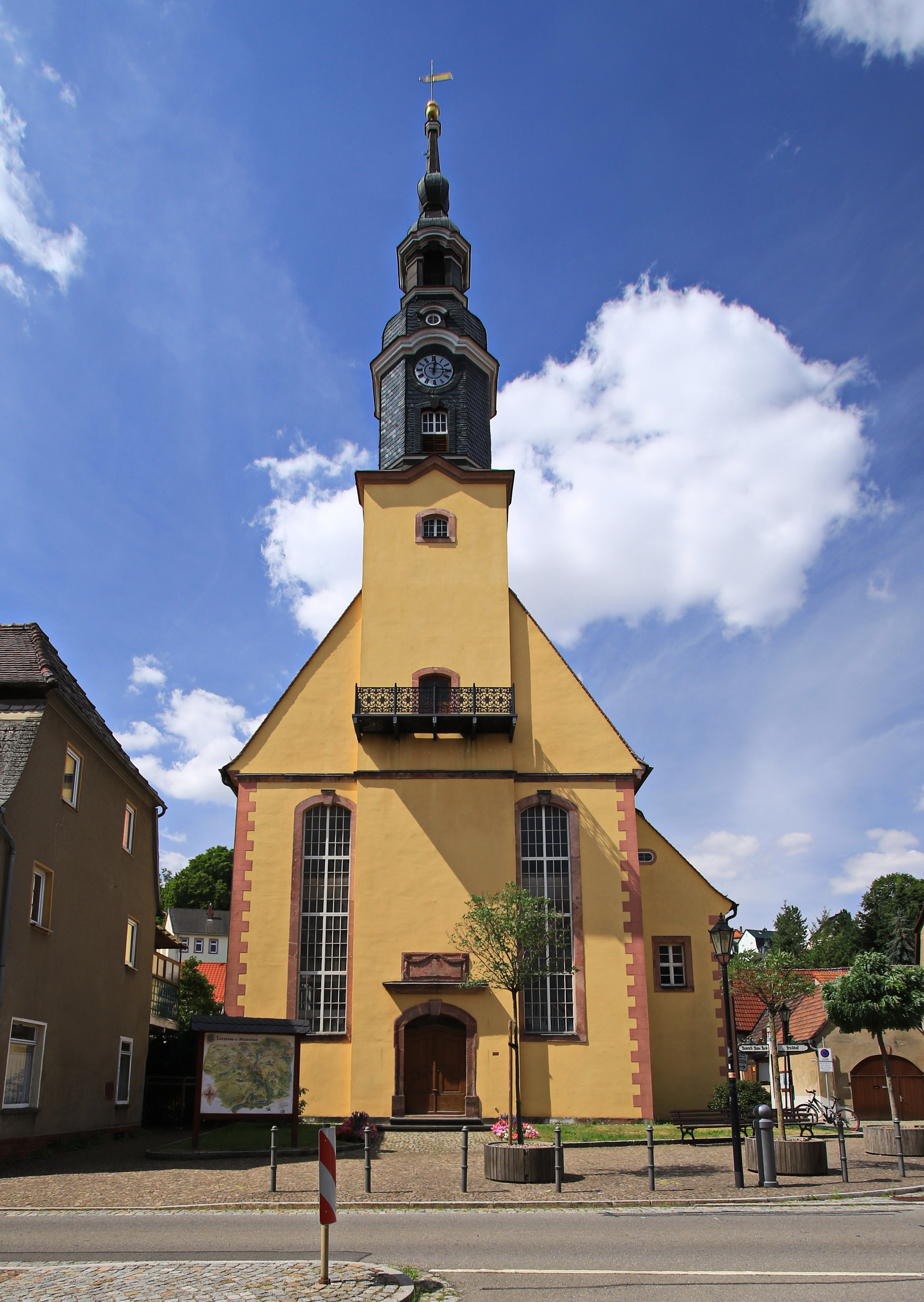
Turmseite

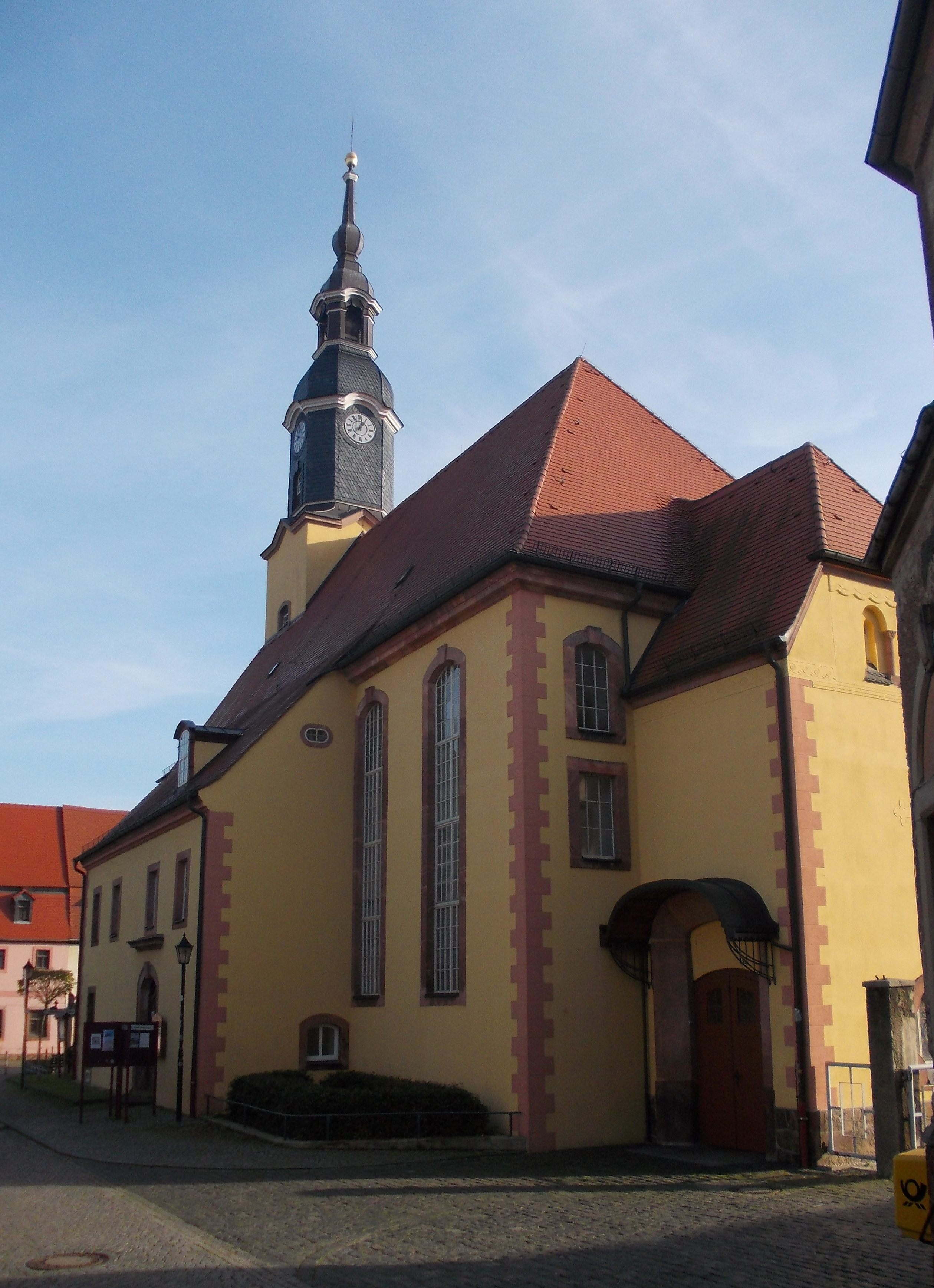
Rückansicht

Die evangelisch-lutherische Stadtkirche St. Jakobus steht in Lunzenau im Landkreis Mittelsachsen. Mit ihrem 36 Meter hohen, barocken Kirchturm prägt sie maßgeblich das Stadtbild der Kleinstadt.

## Geschichte
Um das Jahr 1000 gab es in der Muldenregion von Colditz bis Penig zwei kleine, von katholischen Geistlichen verwaltete Kapellen. Burggraf Otto von Leisnig-Lunzenau verlieh 1333 das Stadtrecht, und Pfarrer Herrmann von Ziegerau wurde das Pfarrlehen für Rochsburg und Lunzenau bestätigt. Lunzenau wurde für lange Zeit Filialkirche von Rochsburg. 1390 wurde der Kirchheilige Zwölfbote St. Jacobus der Große erwähnt.
Der erste evangelische Pfarrer von Rochsburg und Lunzenau wurde 1536 benannt. Ein Kirchenvorsteher ist erstmals für das Jahr 1520 nachgewiesen. Eine Liste von damals verzeichnet folgende Einrichtung: Zwei Kelche, eine Messingmonstranz zur Aufbewahrung der Hostien, ein samtenes Messgewand, vier geringe Messgewänder.
1678 wurde Lunzenau zur Filialgemeinde mit eigenem Diakonus, der in Lunzenau zuhause war und seine Kantorei hatte. Beim Stadtbrand im Jahr 1781 wurden das Kirchengebäude aus der Zeit um 1325 und die Kantorei völlig zerstört.
1787 war die Grundsteinlegung für das neue Kirchengebäude, 1788 die Einweihung. 1833 stellte die Bürgerschaft von Lunzenau den Antrag zur Trennung der Kirchen von Rochsburg und Lunzenau. Am 8. Januar 1834 besiegelte das Kirchenamt Leipzig die Selbstständigkeit der Kirchgemeinde Lunzenau.

## Bauwerk
Das Gotteshaus ist ein hoher, schmaler Saalbau. Der Kirchturm steht an der Ostseite. An der Ost-Innenseite hat der Kanzelaltar seinen Platz. Das Kirchenschiff ist mit doppelten Emporen ausgestattet. Der Sakralbau wurde in jüngerer Zeit außen und innen komplett saniert.

## Orgel
1791 schuf Orgelbauer Johann Gottlieb Häcker aus Pegau die erste Orgel. 1905 wurde das Orgelwerk von einem Neubau der Werkstatt Jehmlich Orgelbau Dresden unter Beibehaltung des historischen Prospektes ersetzt. 2013 erfolgte eine Restaurierung von der Werkstatt Vogtländischer Orgelbau Thomas Wolf. Das Instrument verfügt über 27 Register, die auf zwei Manuale und Pedal verteilt sind. Die Trakturen sind pneumatisch, die Windladen als Kegelladen ausgeführt. Die Disposition lautet wie folgt:
| I Hauptwerk C–a3 |             |        |   |
| 01.              | Bordun      | 16′    | J |
| 02.              | Prinzipal 0 | 08′    | J |
| 03.              | Hohlflöte   | 08′    | J |
| 04.              | Dolce       | 08′    | J |
| 05.              | Oktave      | 04′    | J |
| 06.              | Gemshorn    | 04′    | J |
| 07.              | Quinte      | 02 ⁄3′ |   |
| 08.              | Oktave      | 02′    | J |
| 09.              | Terz        | 01 ⁄5′ |   |
| 10.              | Mixtur IV   | 01 ⁄3′ | J |
| 11.              | Trompete    | 08′    |   |

| II Schwellwerk C–a3 |                 |        |   |
| 12.                 | Gedackt         | 16′    | J |
| 13.                 | Gedackt         | 08′    | J |
| 14.                 | Oboe            | 08′    | J |
| 15.                 | Vox coelestis   | 08′    | J |
| 16.                 | Violine         | 08′    | J |
| 17.                 | Rohrflöte       | 04′    | J |
| 18.                 | Geigenprincipal | 04′    |   |
| 19.                 | Piccolo         | 02′    | J |
| 20.                 | Quinte          | 01 ⁄3′ |   |
| 21.                 | Flageolett      | 01′    |   |
| 22.                 | Mixtur III      | 01 ⁄3′ | J |

| Pedal C–d1 |           |       |   |
| 23.        | Subbaß    | 16′   | J |
| 24.        | Violonbaß | 16′   | J |
| 25.        | Oktavbaß  | 08′ 0 | J |
| 26.        | Choralbaß | 04′   | J |
| 27.        | Posaune   | 16′   | J |

- Koppeln:
  - Normalkoppeln: II/I, I/P, II/P
  - Superoktavkoppeln: Octavkoppel I/I
  - Suboktavkoppeln: Octavkoppel II/I
- Nebenregister:
- Spielhilfen:
  - Feste Kombinationen (p, mf, f, ff); 2 freie Kombinationen
  - Gambenchor, Flötenchor, Principalchor, Handregister ab
  - Crescendowalze, Crescendo ab
- Anmerkungen

1. 1 2  Prospekt, Zink
2. ↑  Gamba, abgeschnitten
3. ↑  ab c0 Jehmlich 1905
4. ↑  umgearbeites Originalregister Geigenprincipal 8′
5. ↑  neobarock, ehem. Aeoline 8′
6. ↑  umgearbeites Originalregister Fugara 4′
7. ↑  umgearbeites Originalregister Cello 8′

J = Jehmlich (1905)

## Geläut
Ab 1801 gab es ein Geläut mit zwei Bronze-Kirchenglocken. 1940 mussten die beiden großen Glocken zu Rüstungszwecken abgegeben werden. Von da an war 19 Jahre lang nur die kleine Glocke zu hören. 
1959 lieferte die Firma Schilling & Lattermann drei Hartguss-Kirchenglocken mit den Tönen g′, b′ und c″. Das neue Geläut wurde am 31. Oktober 1959 geweiht. Am 29. September 2019 feierte die Kirchgemeinde das Jubiläum 60 Jahre Glockenweihe.

## Pfarrer
- 1760: Christian Gottlob Schubert
- 1799: Johann Georg Riebold
- 1808: Karl Friedrich Wilhelm Sensenschmidt
- 1834: Ernst Moritz Bürger
- 1838: Carl Wilhelm Schiefer
- 1840: Eduard August Wehner
- 1855: Carl Hermann Baltzer
- 1863: Karl Gottlob Schreiber
- 1888: Robert Moritz Sporbert
- 1924: Hermann Wilhelm *Kurt Scheffel
- 1926: *Ernst Reinhard Führer
- 1927: Hermann *Adolf Henschel
- 1939: *Werner Hugo Blechschmidt
- 1946: Karl Johannes Edmund *Lothar Zeitz
- 1979: Theo Fischer[10]
- ?: Gert Flessing[11]
- ab 2021: Förster, Anja[12]